# Walter Schott

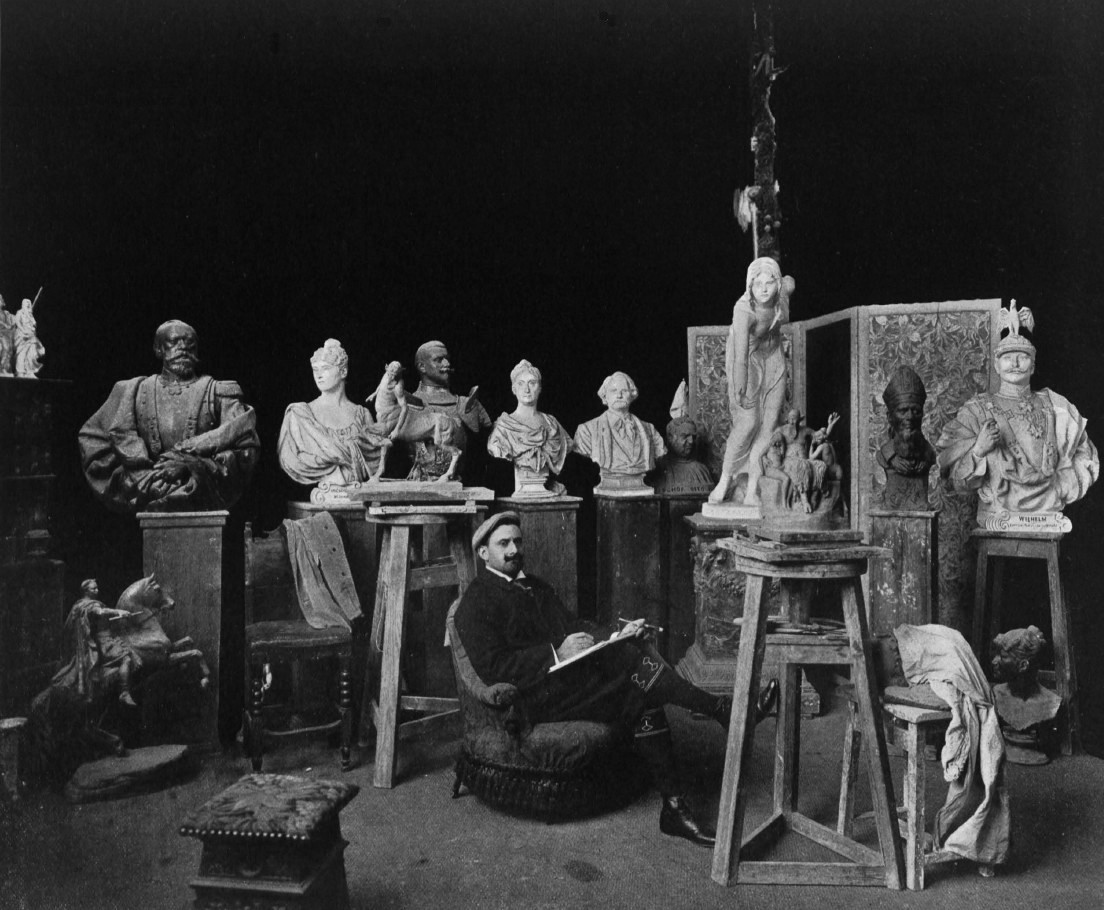
Walter Schott in seinem Atelier (1899)

Walter Schott (* 18. September 1861 in Ilsenburg; † 2. September 1938 in Berlin) war ein deutscher Bildhauer und Medailleur.

## Leben
Walter Schott war ein Sohn des gräflich stolbergischen Hütteninspektors Eduard Schott. Seine ältere Halbschwester war die Schriftstellerin Therese Stutzer. Nach dem Schulbesuch ging er zur Ausbildung nach Hannover und studierte von 1880 bis 1883 an der Berliner Kunstakademie. Zu seinen Lehrern zählten Carl Dopmeyer und Fritz Schaper. Ab 1885 war er in Berlin als freischaffender Künstler tätig und schuf als einer der Hauptvertreter der Berliner Bildhauerschule zahlreiche Denkmäler, im Neubarock und im Jugendstil. Dabei begab er sich in eine totale Abhängigkeit zum deutschen Kaiser Wilhelm II. und fand daher in der Weimarer Republik nur noch wenig Beachtung. Schott war Mitglied der Königlichen Akademie der Künste. Das Berliner Adressbuch verzeichnete ihn z. B. 1920 in der Ansbacher Straße 50 und mit dem Atelier in der Wilmersdorfer Cicerostraße 50. Er bekam den Professor-Titel verliehen, übte jedoch kein Lehramt aus. Zu seinen Privat-Schülerinnen gehörte Elisabeth Wolff.
Walter Schotts Urne wurde im Grab des Vaters in Ilsenburg beigesetzt.

## Werke

### Grabmale und Skulpturen
- Die Kugelspielerin (1897), sein bekanntestes Werk, lebensgroß in Bronze im Blumengarten am Südende der Königsallee in Düsseldorf, verkleinerte Fassung in Meißner Porzellan
- Figuren für den Berliner Dom
- Grab für seinen Vater in Ilsenburg (1902)
- Grabmal für den Kommunalpolitiker Carl Deul auf dem Waldfriedhof Oberschöneweide (1904)
- Grab für Else von Falckenberg auf dem Jerusalem Friedhof II am Halleschen Tor in Berlin
- Jagende Nymphe, Bronze, seit 1953 im Volkspark Humboldthain in Berlin-Gesundbrunnen
- Nymphenbrunnen auf Burg Schlitz

Bilder mehrerer Werke
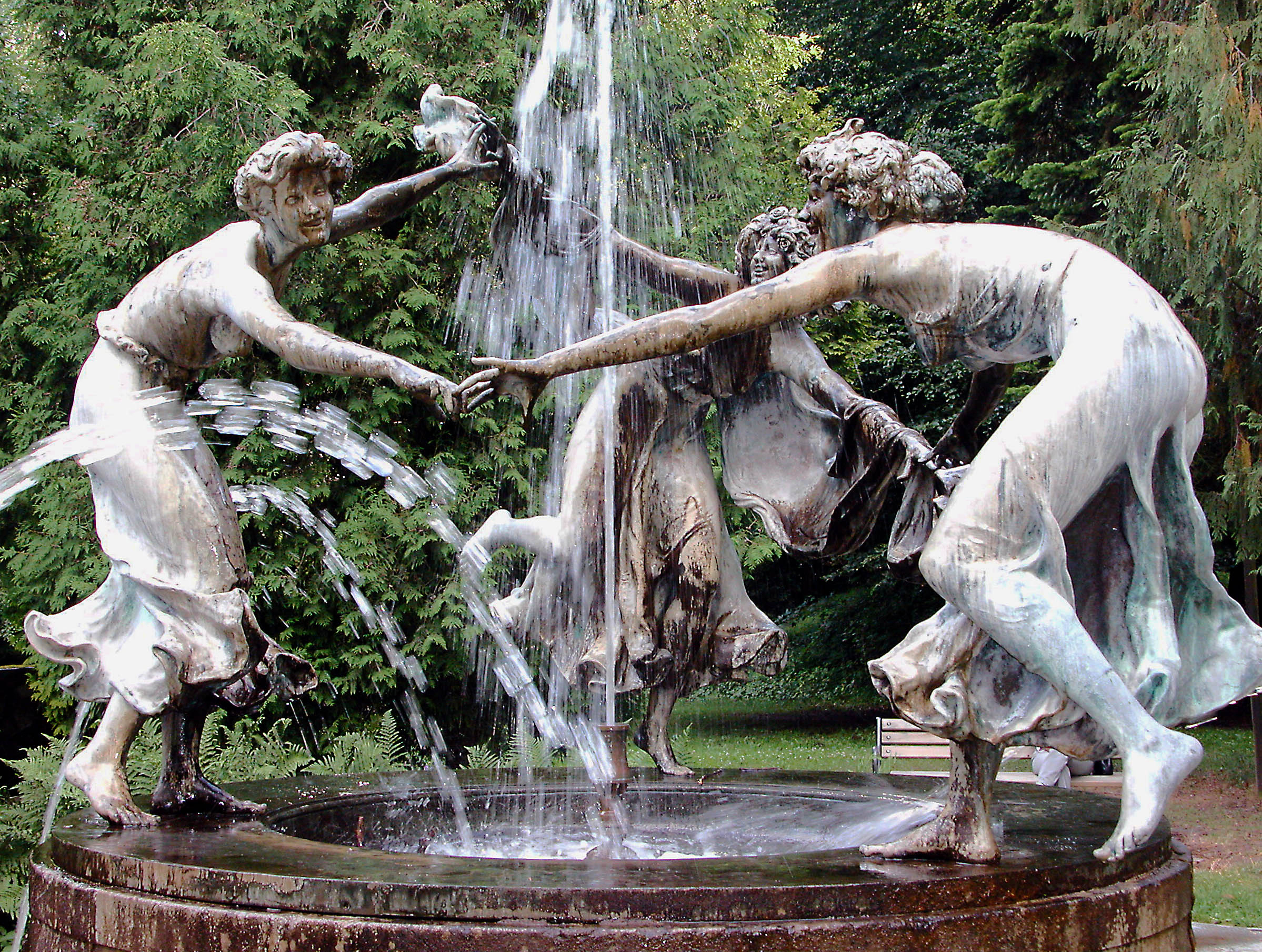
Nymphenbrunnen, Burg Schlitz
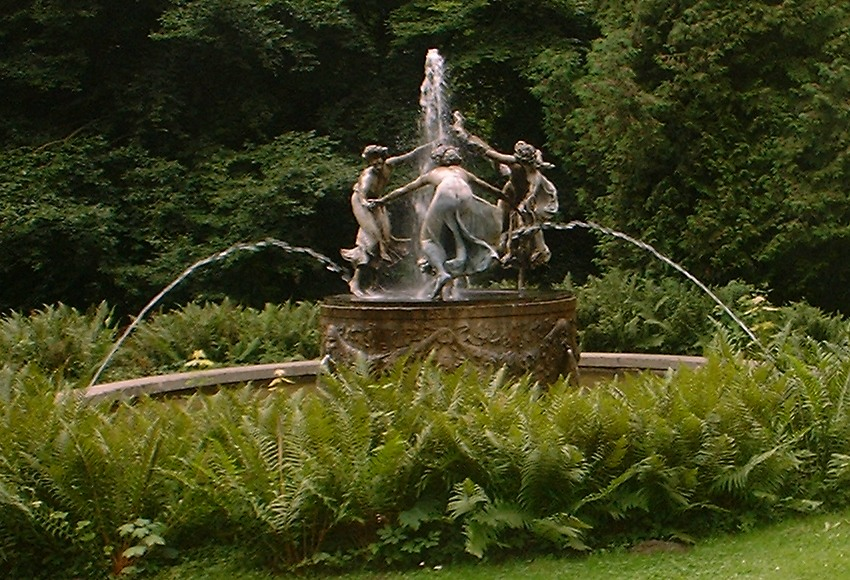
Nymphenbrunnen in Burg Schlitz (Zweitguss im New Yorker Centralpark)
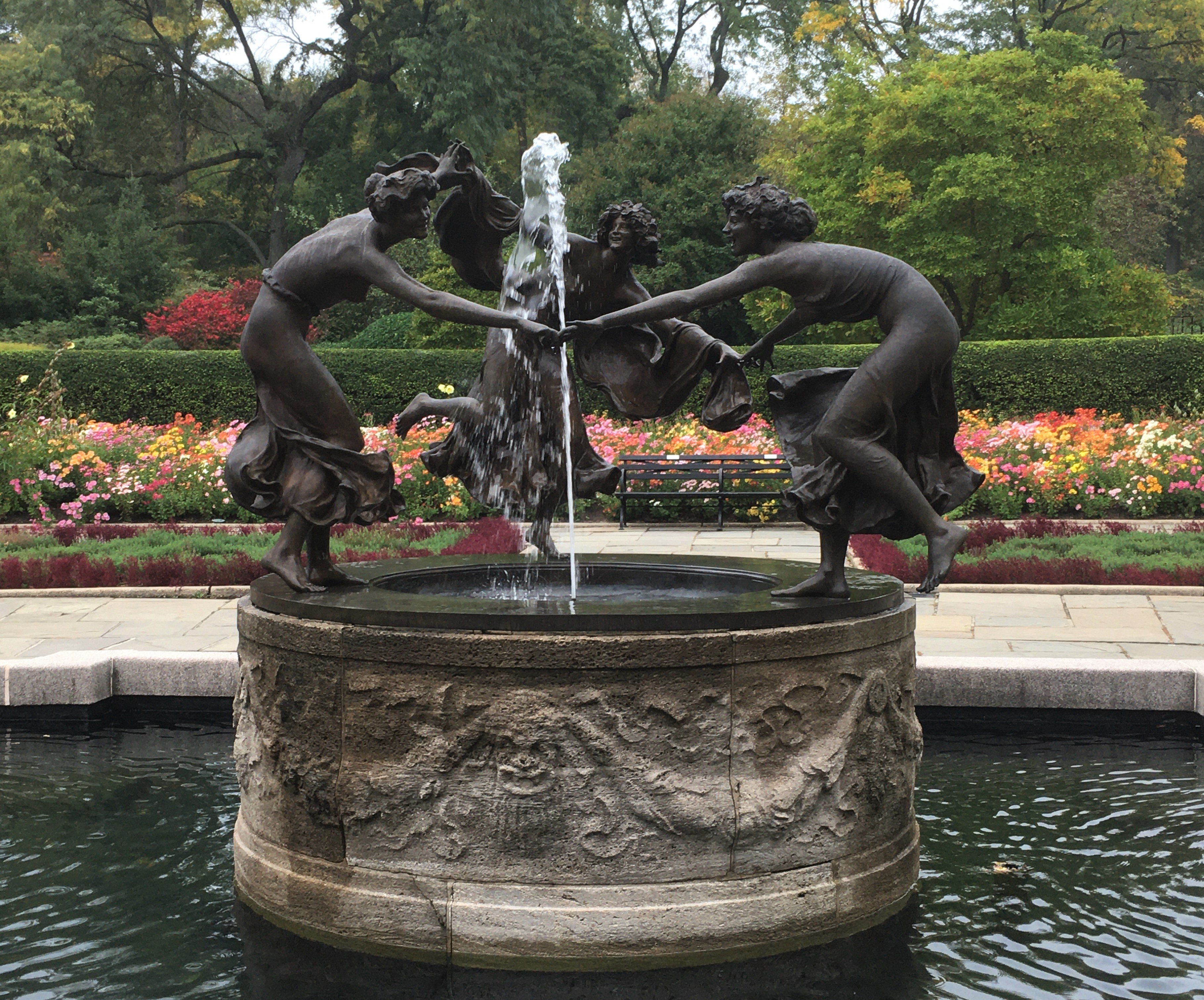
Untermyer Fountain im New Yorker Central Park
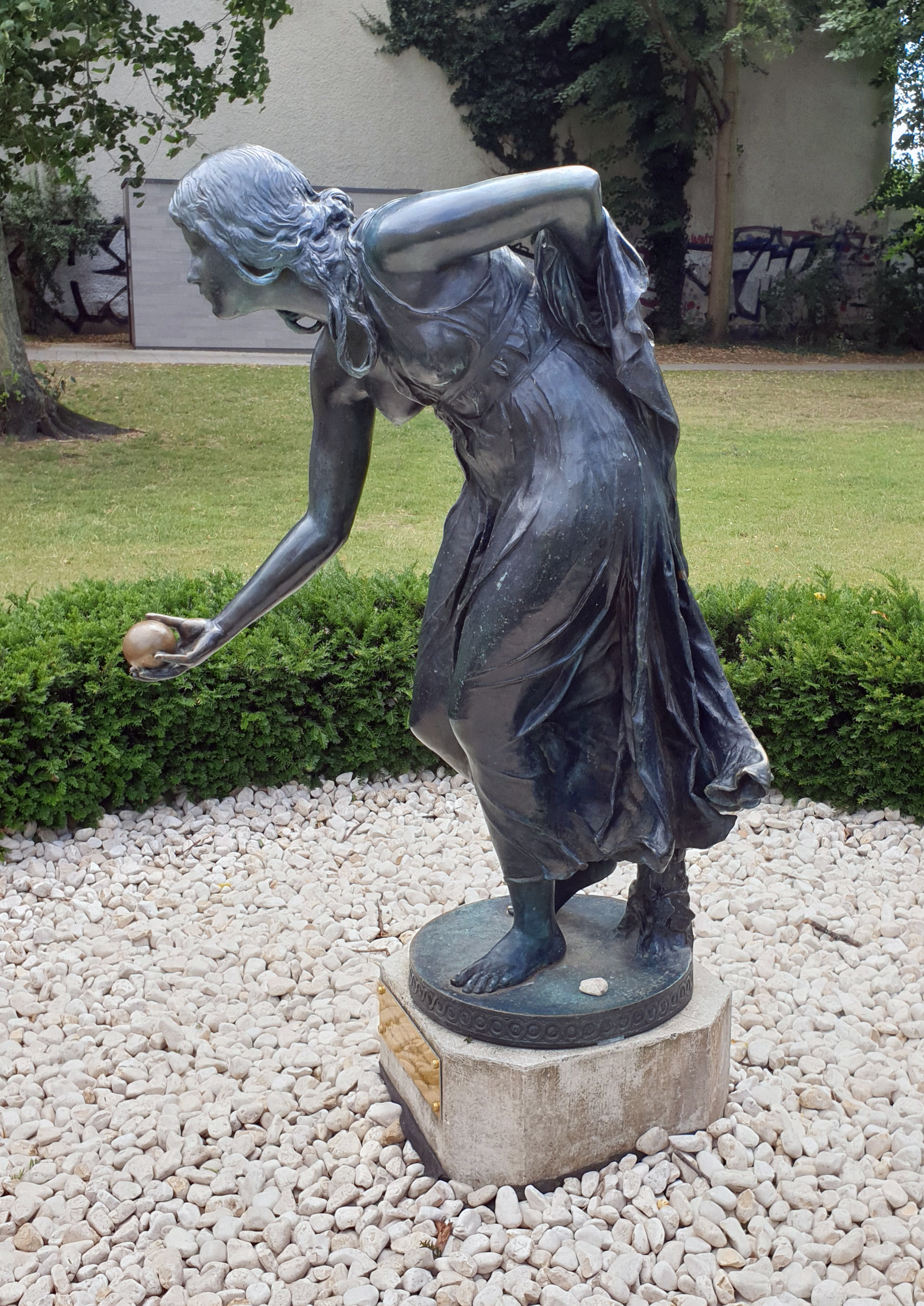
„Kugelspielerin“ (1897) Berlin-Köpenick
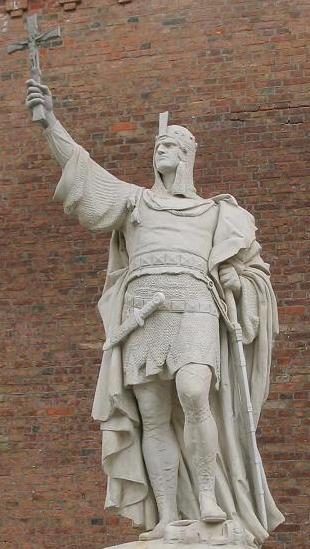
Albrecht der Bär (1898), heute in der Zitadelle Spandau
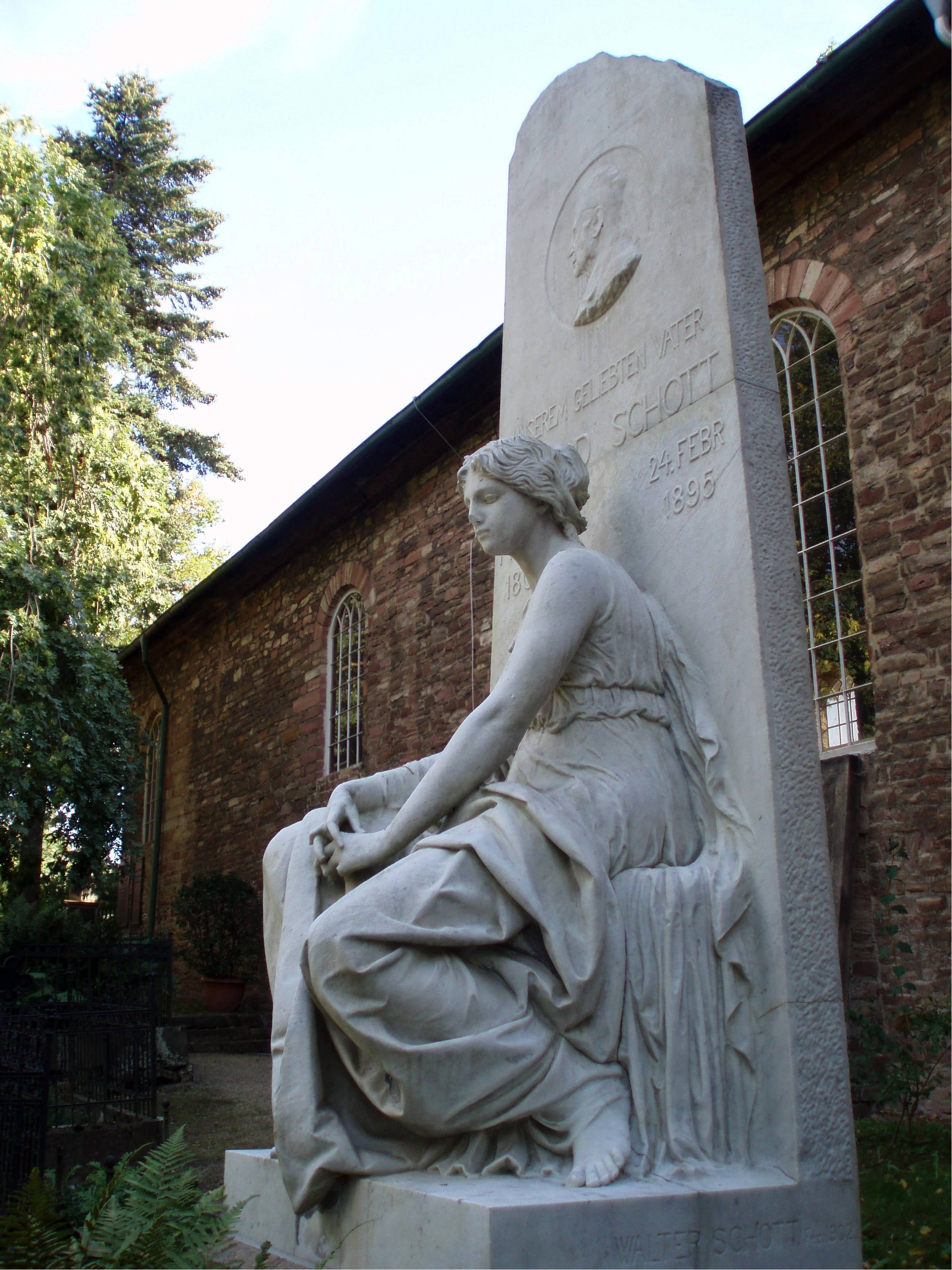
Grabmal für Eduard Schott, 1902
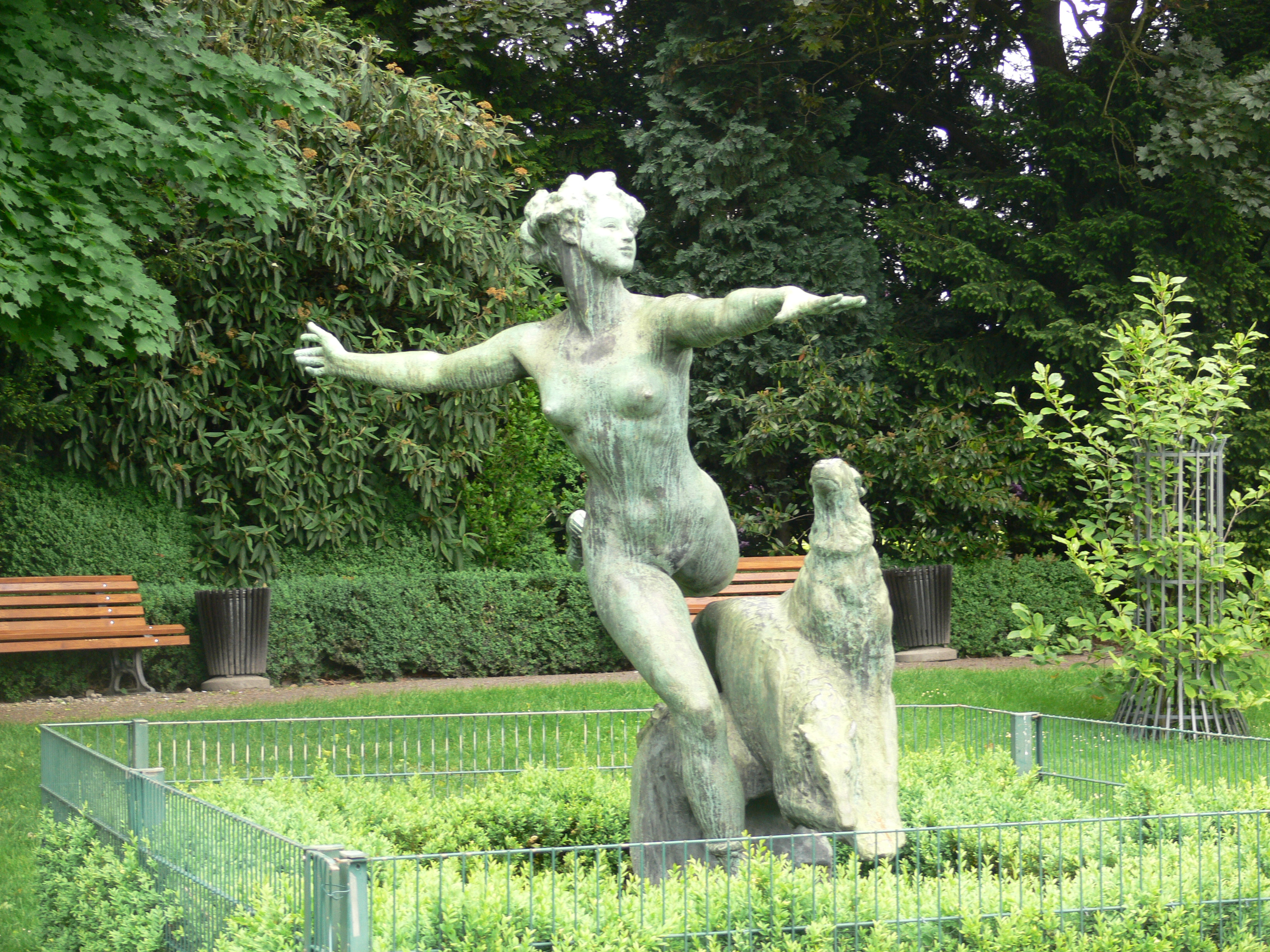
Jagende Nymphe, 1926
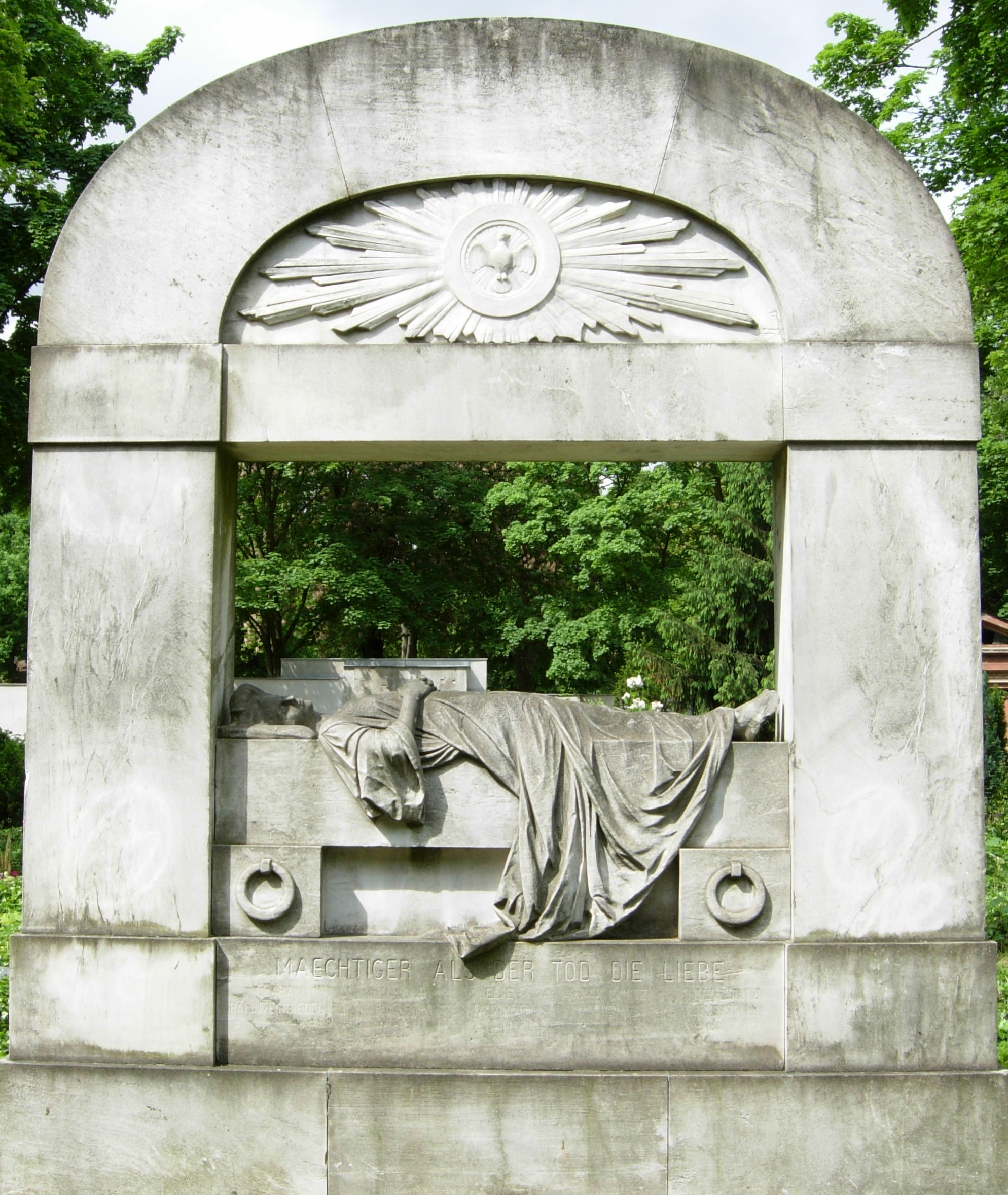
Luxus-Grabdenkmal mit lebensgroßer Ruhender (in Berlin zweimal erhalten)

### Denkmäler
Berlin:
- Markgraf Albrecht der Bär in der ehemaligen Siegesallee, Denkmalgruppe 1 (1898)
- König Friedrich Wilhelm I. im Alter seiner Thronbesteigung, im Weißen Saal des Stadtschlosses, zerstört
- Wilhelm von Oranien vor dem Stadtschloss

Goslar
Reiterstandbild Kaiser Wilhelm I. vor der Kaiserpfalz, nach Vollendung des Gusses 1898 zur Probe aufgestellt, erst im Oktober 1900 (eine feierliche Enthüllung fand nicht statt) erfolgte die endgültige Platzierung.
Burg Hohenzollern oberhalb von Hechingen
Büste Kaiser Wilhelms II. in der Paradeuniform der Garde du Corps in der Vorhalle der ehemaligen Kaserne, vor einer Blendnische, um 1888 o. später
Römerkastell Saalburg bei Bad Homburg vor der Höhe
Büste Kaiser Wilhelms II., ursprünglich in dem so genannten Stabsgebäude, am 15. Mai 1909 feierlich enthüllt, 1955 magaziniert, zuletzt 1998 im Rahmen einer Ausstellung zum 100-jährigen Wiederaufbau gezeigt.
Mainz
Kaiser-Wilhelm-II.-Büste am linksrheinischen Torturm der Kaiserbrücke (verschollen)
St. Privat (Lothringen)
Regiments-Kriegerdenkmal 1870/71 des 1. Garde-Regiments zu Fuß mit einem Siegesengel auf dem Sockel; Der Engel, mit hoch aufragenden Flügeln in antiker Rüstung mit griechischem Helm, stemmt ein langes Schwert auf den Boden zu seinen Füßen. Auf dem Schwert ist der Wahlspruch des Regiments („Semper talis“) zu lesen. Das Denkmal wurde am Jahrestag der Schlacht bei St. Privat in Gegenwart Kaiser Wilhelms II, 18. August 1899, enthüllt. Außergewöhnlich für diese Zeit war, dass es keine schlachtverherrlichenden Motive besaß und ausdrücklich auch das erbrachte Opfer der Gegner, der französischen Soldaten, würdigte. Damit hebt es sich deutlich von dem seinerzeit international üblichen Gedenken ab. Wilhelm II. hob diesen Gedanken in seiner Rede besonders hervor:

„Die für das Denkmal gewählte Form ist abweichend von den sonst auf den Schlachtfeldern üblichen. Der gepanzerte Engel stützt sich friedlich auf sein Schwert, geziert mit dem Motto des Regimentes: Semper talis. Ich will daher, daß dieser Figur eine allgemeine Bedeutung verliehen wird. Es steht auf diesem blutgetränkten Schlachtfeld gleichsam als Wächter für alle gefallenen Soldaten beider Heere, des französischen wie des unseren. Denn tapfer und heldenmütig für ihren Kaiser und ihr Vaterland sind auch die französischen Soldaten in ihr ruhmvolles Grab gesunken. Und wenn unsere Fahnen sich grüßend vor dem erzenen Standbild neigen werden und wehmutsvoll über den Gräbern unserer lieben Kameraden rauschen, so mögen sie auch über den Gräbern unserer Gegner wehen, ihnen raunen, daß wir der tapferen Toten in wehmutsvoller Achtung gedenken.“

Knapp zwanzig Jahre später holten die Franzosen den Engel, obwohl dieses Denkmal auch ausdrücklich die gefallenen Franzosen ehrte, vom Sockel und boten ihn der deutschen Regierung zum Kauf an. Als das Angebot abgelehnt wurde, wurde der Engel eingeschmolzen. Der Denkmalsockel steht noch heute.

### Medaillen
- 1897: Zentenarmedaille auf den 100. Geburtstag von Kaiser Wilhelm I.
- 1901: Medaille zum Boxeraufstand, hrsg. von Wilhelm Mayer und Franz Wilhelm in Stuttgart
- 1910: Ausstellung seiner Medaillen in Brüssel im Salon de la Médaille[3]

## Schriften
- Ein Künstler-Leben und gesellschaftliche Erinnerungen aus kaiserlicher Zeit. Carl Reißner Verlag, Dresden 1930.